# Wenzel Philipp von Mareschall
Wenzel Philipp Freiherr von Mareschall (auch Marschall geschrieben * 13. Dezember 1785 in Luxemburg; † 28. Dezember 1851 in Marburg (heute Maribor, Slowenien)) war ein österreichischer Militär, Diplomat und Politiker.

## Militärische Laufbahn
Mareschall begann seine Karriere in der österreichischen Armee und erreichte den Rang eines Generalmajors am 17. Februar 1832. Am 8. Mai 1840 wurde er zum Feldmarschallleutnant befördert.

## Diplomatische Tätigkeiten
Mareschall wurde 1819 als Nachfolger von Joseph Wilhelm von Neveu (* 21. Juni 1782; † 26. Februar 1819 in Rio de Janeiro) zum österreichischer Gesandten in Brasilien ernannt.
Im Jahr 1831 wurde er von Wien zum Staatssekretär des Herzogtums Parma ernannt, um Josef von Werklein zu ersetzen, der aufgrund von Unruhen aus Parma geflohen war. Mareschall kritisierte die Herzogin Marie-Louise von Österreich, da sie sich weigerte, ein repressives Regime einzuführen. 1833 wurde er durch den Grafen Charles-René de Bombelles ersetzt. 1838 wurde er zum ersten Gesandten in den Vereinigten Staaten.